# Нафтолы
Нафтолы — оксипроизводные нафтена (нафталина) C10H(8-n)(ОН)n, где n = 1, 2, 3 и более. По свойствам нафтолы близки к фенолам бензольного ряда. В больших количествах нафтолы и их производные применяют в производстве красителей и органических полупродуктов.

## Номенклатура

Мононафтолы
1-Нафтол (α-нафтол)
2-Нафтол (β-нафтол)

## Изомерия
У нафтолов возможна изомерия двух типов:
1. изомерия положения гидроксильной группы в нафтеновом кольце: 1-нафтол (α-нафтол) или 2-нафтол (β-нафтол);
2. изомерия боковой цепи, то есть строения углеводородных радикалов и их числа.

## Физические свойства
Нафтолы представляют собой бесцветные кристаллические вещества со слабым фенольным запахом. Нафтолы хорошо растворимы в органических растворителях, таких как этанол, диэтиловый эфир, хлороформ, бензол; плохо растворимы в холодной воде, несколько лучше растворяются в горячей воде.

## Химические свойства
Нафтолы вступают в химические реакции подобно фенолам. Как и фенолы, они являются слабыми кислотами.

### Реакции с участием гидроксильной группы
В реакциях с водными растворами щелочей они образуют соли — нафтоляты, хорошо растворимые в воде.

## Способы получения
{\displaystyle {\ce {C10H7SO3Na + NaOH -> C10H7OH + Na2SO3}}}

## Нафтолы в живых организмах
Этиловый эфир 2-нафтола (неролин, или бромелия) входит в состав неролиевого масла, получаемого из цветков померанца (Citrus aurantium var. amara и Citrus aurantium var. aurantium).

## Применение нафтолов
В химической промышленности нафтолы используются как промежуточные продукты в синтезе различных азокрасителей.
Из 1-нафтола получают 1-гидроксинафтен-2-карбоновую кислоту и 1-нафтилмочевину (используемую как зооцид).
2-Нафтол служит исходным веществом для синтеза 2-гидроксинафтен-3-карбоновой кислоты, 2-гидроксинафталинсульфокислот, 2-нафтиламина и 2-фенил-1-нафтиламина. 2-Нафтол используют в качестве антисептика, а также как антиоксидант для скипидара и каучуков.
В смеси с тринитробензолом, тринитротолуолом и динитрохлорбензолом 2-нафтол применяется как фунгицидное средство.